# Mycosphaerella rhododendri
Mycosphaerella rhododendri är en svampart som beskrevs av Lindau 1903. Mycosphaerella rhododendri ingår i släktet Mycosphaerella och familjen Mycosphaerellaceae.   Inga underarter finns listade i Catalogue of Life.